# Tennistoernooi van Båstad 2017
|                                     |  |                                             |
| David Ferrer, winnaar bij de mannen |  | Kateřina Siniaková, winnares bij de vrouwen |

Het tennistoernooi van Båstad van 2017 werd van 17 tot en met 30 juli 2017 gespeeld op de gravelbanen van het Båstad Tennisstadion in de Zweedse plaats Båstad. De officiële naam van het toernooi was Swedish Open.
Het toernooi bestond uit twee delen:
- ATP-toernooi van Båstad 2017, het toernooi voor de mannen (17–23 juli)
- WTA-toernooi van Båstad 2017, het toernooi voor de vrouwen (24–30 juli)

ATP-toernooi van Båstad‎ – WTA-toernooi van Båstad

2009 · 2010 · 2011 · 2012 · 2013 · 2014 · 2015 · 2016 · 2017 · 2018 · 2019 · 2020 · 2021 · 2022 · 2023 · 2024